# Benzil salicilato
Il benzil salicilato è un estere benzilico dell'acido salicilico, un composto chimico più frequentemente utilizzato nei cosmetici come additivo per fragranze o assorbitore di luce ultravioletta. Si presenta come un liquido quasi incolore con un odore leggero, descritto come "molto tenue, dolce-floreale, leggermente balsamico" da alcuni, mentre altri non percepiscono alcun odore. Non è chiaro se l'odore sia causato esclusivamente da impurità o da una predisposizione genetica. Si trova naturalmente in una varietà di piante ed estratti vegetali ed è ampiamente utilizzato nelle miscele di materiali profumati.
Alcune persone possono diventare sensibilizzate a questo materiale  e, di conseguenza, esiste uno standard di restrizione riguardante l'uso di questo materiale nelle fragranze da parte dell'International Fragrance Association.
Viene utilizzato come solvente per muschi sintetici cristallini e come componente e fissativo in profumi floreali come garofano, gelsomino, lillà e violacciocca.